# دستگاه مختصات افقی

ارتفاع (Altitude)، سمت (Azmiuth)، سرسو (Zenith)، صفحه افق (Horizen) و نصف النهار ناظر (Celestial Meridian) در دستگاه مختصات افقی آسمان نشان داده شده است.

دستگاه مختصات افقی یا سمتی-ارتفاعی (به انگلیسی: Horizontal coordinate system)، ازجمله مختصات سماوی با توجه به موقعیت ناظر است که در آن افق ناظر همراه با نیم‌دایرهٔ سمتی شمال دو مرجع و سرسو (سمت‌الرأس) و پاسو (سمت‌القدم)، قطبین آن شناخته می‌شوند. مختصات بدست آمده از آن سمت (A) و ارتفاع (a) است که هر دو به محل ناظر روی زمین بستگی دارد.

## تعاریف
مختصات دستگاه افقی به دو بخش تقسیم می شود:
- ارتفاع (a) به فاصله‌ی زاویه ای ستاره برحسب درجه از افق گفته می‌شود و مقدار آن از بازه ی ۰ درجه (روی افق) تا ۹۰ درجه (در سرسو) است.
- سمت (A) به فاصله‌ی زاویه ای ستاره بر روی افق از شمال گفته می شود که هر چه به سمت شرق حرکت می کنیم مقدار آن افزایش می یابد. مقدار سمت از بازه ی ۰ درجه تا ۳۶۰ درجه تغییر می کند به طوری که سمت ۰ درجه نشان دهنده ی شمال، سمت ۹۰ درجه نشان دهنده ی شرق، سمت ۱۸۰ درجه نشان دهنده ی جنوب و سمت ۲۷۰ درجه نشان دهنده ی غرب می باشد.

## ویژگی های دستگاه مختصات افقی
دستگاه مختصات افقی به مکان ناظر بر روی زمین بستگی دارد و به جایگاه ستارگان در آسمان مربوط نمی شود. مقدار سمت و ارتفاع ستاره در طول زمان تغییر می کند در حالی که بعد و میل آن که به دستگاه مختصات سماوی ستاره تقریبا در طول زمان ثابت است.
دستگاه مختصات افقی برای تشخیص در حال طلوع یا غروب بودن اجرام سماوی بسیار مفید است. به طوری که:
- اگر سمت ستاره بین ۰ تا ۱۸۰ باشد (در طرف شرقی آسمان قرار داشته باشد) در حال طلوع است.
- اگر سمت ستاره بین ۱۸۰ تا ۳۶۰ باشد (در طرف غربی آسمان قرار داشته باشد) در حال غروب است.